# Gymnothorax minor
Gymnothorax minor es una especie de pez de la familia de los morénidas en el orden de los Anguilliformes.

## Morfología
Los machos pueden llegar a alcanzar los 54,5 cm de longitud total.

## Distribución geográfica
Se encuentra desde el sur de Honshu (Japón) hasta el sur de la China y Taiwán. También desde Australia Occidental hasta Nueva Gales del Sur.